# Diferenčna dinamična kalorimetrija
Diferenčna dinamična kalorimetrija (DSC) je tehnika termične analize, pri kateri se razlika v količini toplote, ki je potrebna za zvišanje temperature vzorca in reference, meri kot funkcija temperature. Tako vzorec kot referenčni vzorec se tekom celotnega poskusa vzdržujeta pri skoraj enaki temperaturi. Temperaturni program za analizo DSC je običajno zasnovan tako, da temperatura nosilca vzorca s časom narašča linearno. Referenčni vzorec mora imeti natančno določeno toplotno kapaciteto v temperaturnem območju analize.